# Petit Palais

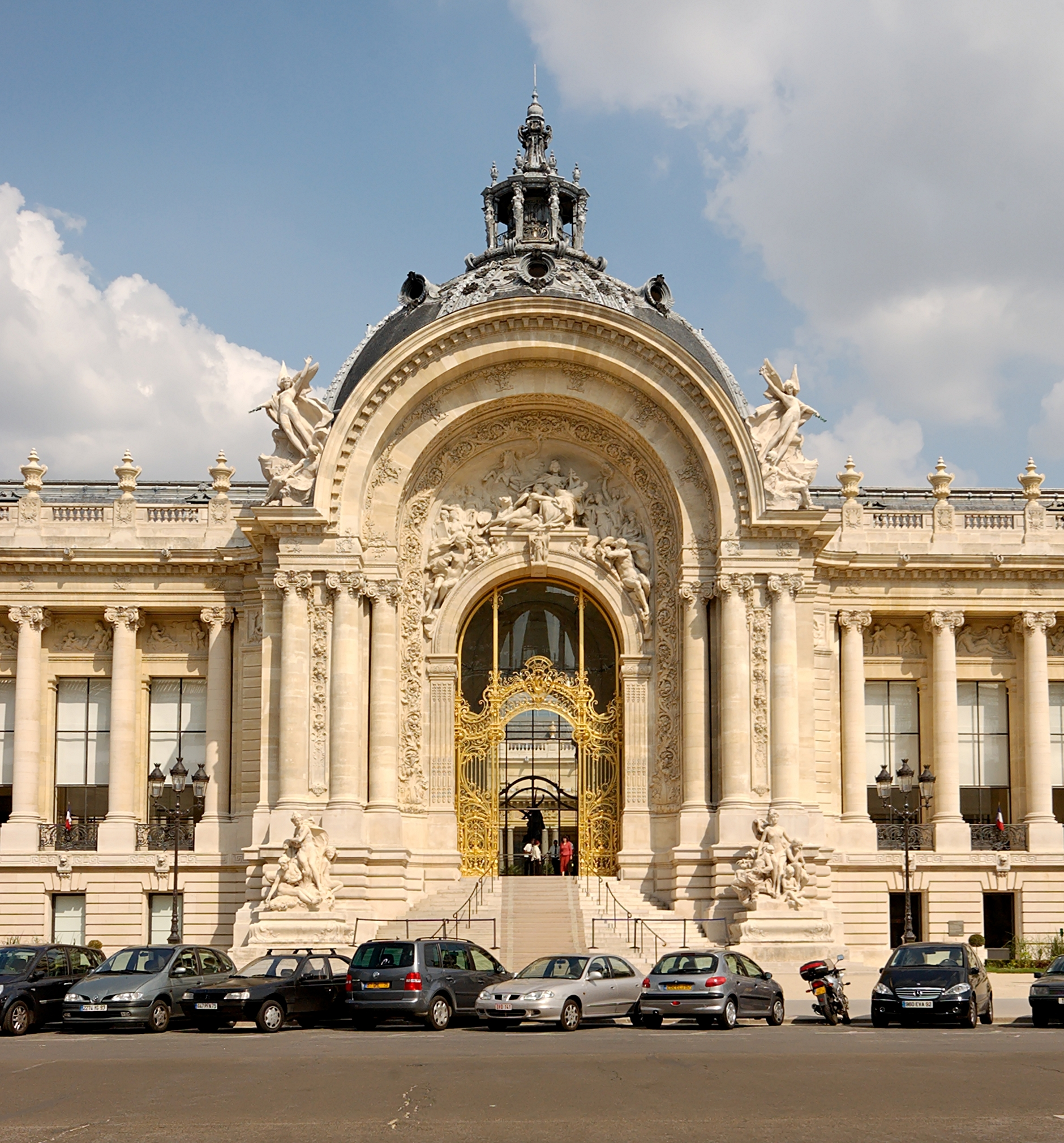
Petit Palais nhìn từ đại lộ Winston-Churchill

Petit Palais (Cung điện nhỏ) hay còn gọi là Tiểu Cung là một công trình và bảo tàng nằm trên đại lộ Winston-Churchill thuộc quận 8 thành phố Paris. Được mở cửa từ năm 1902, bảo tàng Petit Palais hiện nay sở hữu nhiều tác phẩm nghệ thuật từ Cổ đại tới cuối thế kỷ 19.

## Lịch sử

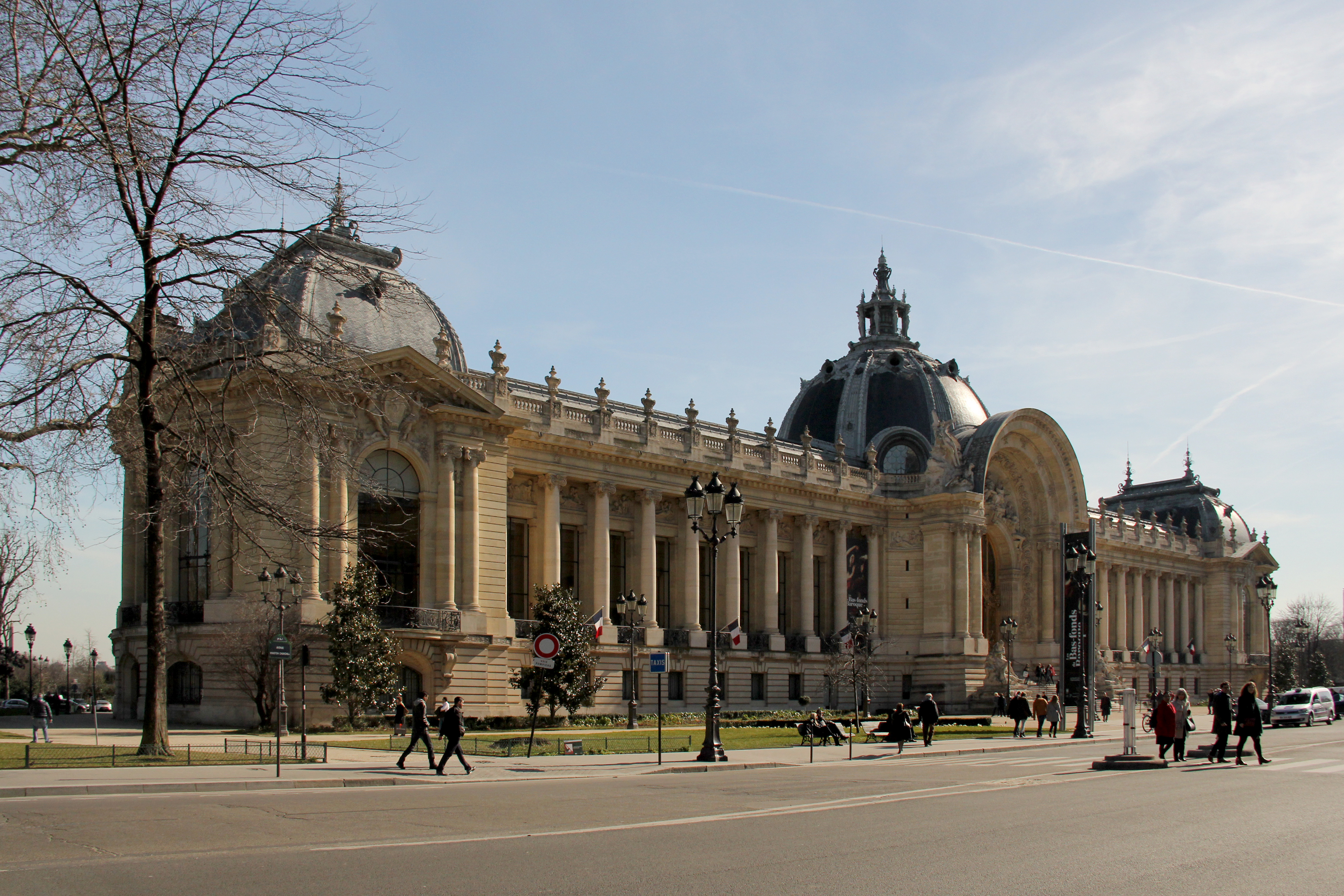
Mặt tiền Petit Palais

Petit Palais, cùng Grand Palais (Đại Cung) và cầu Alexandre-III, được xây dưng nhân Triển lãm thế giới năm 1900. Tác giả công trình này là kiến trúc sư Charles-Louis Girault. Sau Triển lãm thế giới, năm 1902, Petit Palais trở thành Cung điện mỹ thuật của Paris (Palais des Beaux-Arts de la Ville de Paris) và đón nhận một bộ sưu tập lớn các tác phẩm từ Cổ đại đến cuối thế kỷ 19. Tiếp theo đó, bộ sưu tập của Petit Palais còn tiếp tục thêm phong phú nhờ các tặng phẩm.
- Năm 1902, Eugène và Auguste Dutuit nhượng lại bộ sưu tập của họ với khoảng xấp xỉ 20 000 tác phẩm. Trong số đó bao gồm nhiều tác phẩm quan trọng của trường phái Hà Lan (một chân dung tự họa của Rembrandt và bức Enlèvement de Proserpine của Rubens), những cổ vật Hy Lạp-La Mã, các tác phẩm Trung cổ và Phục hưng, bản khắc, bản vẽ của các bậc thầy Martin Schongauer, Albrecht Dürer, Rembrandt, Fragonard...
- Năm 1930, Édouard và Julia Tuck hiến bộ sưu tập các tác phẩm của nghệ thuật Pháp thế kỷ 18.
- Ambroise Vollard tặng lại nhiều tác phẩm hiện đại cho bảo tàng, trong số đó có bức chân dung Ambroise Vollard au chat của Pierre Bonnard (1924) và bức chân dung một "Mạnh Thường Quân nghệ thuật" của Paul Cézanne (1899).
- Roger Cabal tặng lại bảo tàng một bộ sưu tập các hình vẽ thánh vào năm 1998.

Song song với các tặng phẩm, bảo tàng cũng đã sưu tầm được nhiều tranh của Gustave Courbet.
Tới đầu thế kỷ 21, trong khoảng thời gian từ tháng 1 năm 2001 tới tháng 6 năm 2005, Petit Palais được đóng cửa để tu sửa. Công trình này được giao cho xưởng kiến trúc Chaix & Morel et associés. Ngày 10 tháng 12 năm 2005, Petit Palais được mở cửa trở lại với triển lãm của ba nhiếp ảnh gia Flore, Patrick Tourneboeuf và Bruno Delamain.

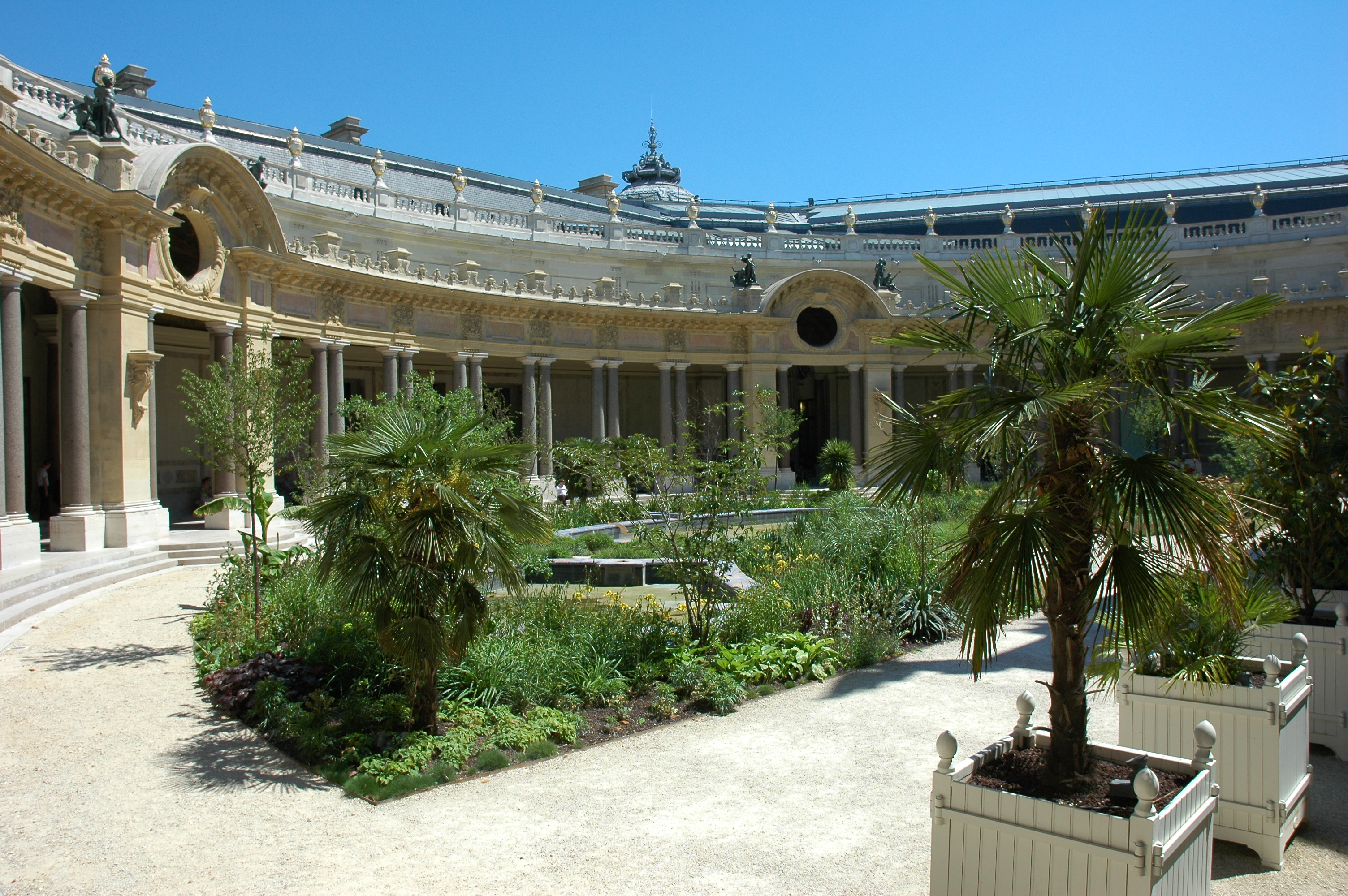
Vườn phía trong của Petit Palais

Nằm trên đại lộ Winston-Churchill, gần sông Seine, ngoài Petit Palais khu vực này còn có sự hiện diện của rất nhiều bảo tàng. Đối diện với Petit Palais là Grand Palais. Phía bên kia sông Seine có Điện Invalides cùng bảo tàng Quai Branly. Louvre và Orsay cũng nằm cách Petit Palais không xa.
Mặt tiền của Petit Palais dài gần 150 mét. Ở chính giữa là cửa lớn mang hình vòm. Petit Palais được xây dựng tạo thành một khu vườn hình bán nguyệt ở giữa. Địa điểm triển lãm nằm ở tầng một, còn tầng dưới được dành cho văn phòng và lưu trữ. Phía bên trong vườn, những cột lớn trang trí bề ngoài công trình với nhiều bức trạm nổi. Khu vườn bán nguyệt được trồng hoa, những cây cọ nhỏ và có các lối đi ngang qua.
Tầng một với tổng diện tích 22 000 m² mở thêm những không gian triển lãm. Các tác phẩm cất trữ được để dưới tầng hầm. Bộ sưu tập chính trưng bày thường xuyên được bố trí bên trái lối vào. Còn bên phải là không gian dành cho triển lãm. Phía cuối vườn, một hàng cà phê phục vụ khách tham quan. Cửa sổ khu vực triển lãm và các cửa kính của không gian trưng bày được thiết kế để lấy ánh sáng tự nhiên. Những văn phòng nằm bên trên khu triển lãm. Một khán phòng lớn được tạo ở dưới tầng một.

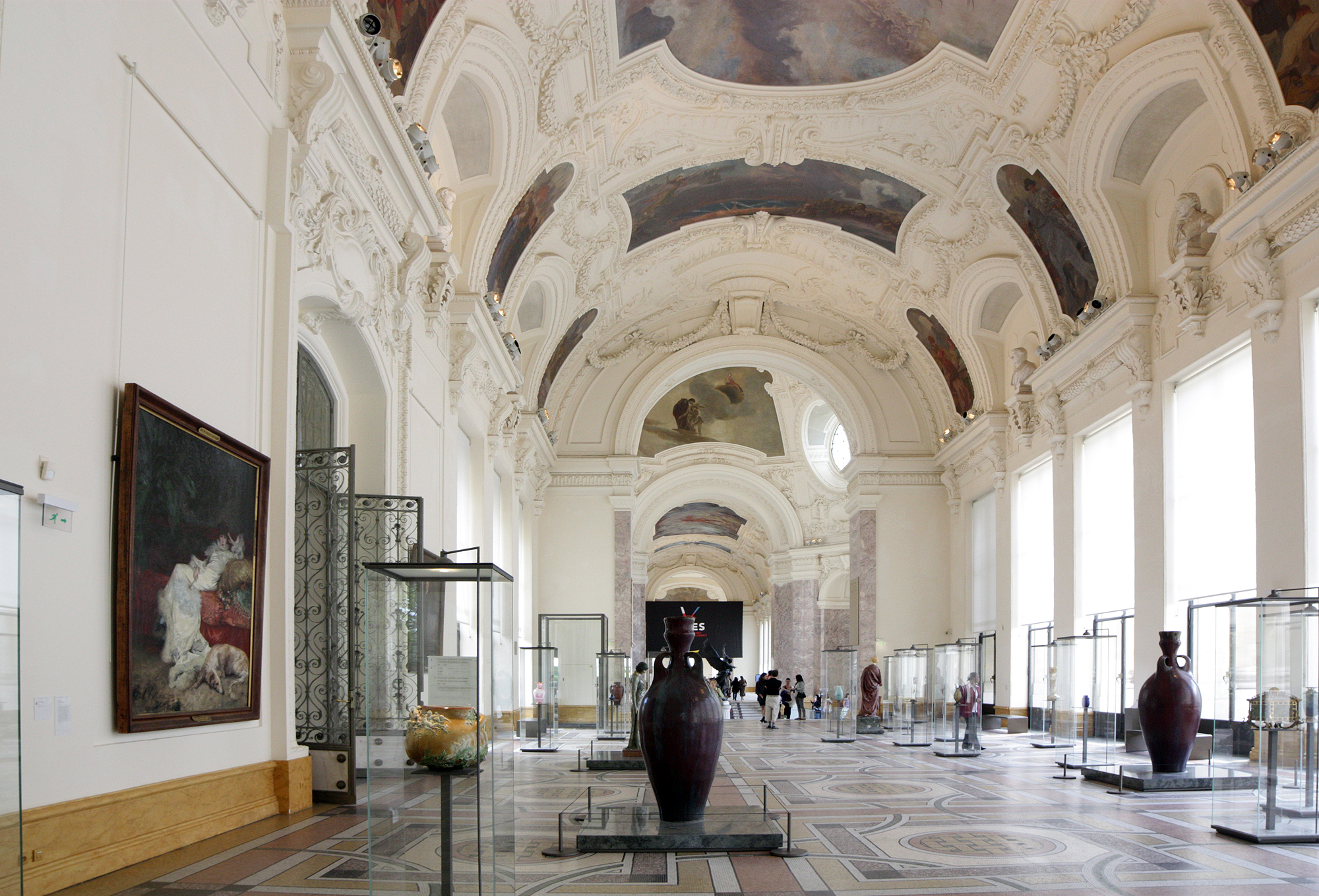
Bên trong Petit Palais

Hiện nay Petit Palais sở hữu một bộ sưu tập phong phú: Từ Hy Lạp và La Mã cổ đại tới các tác phẩm thời kỳ Phục Hưng rồi các tác phẩm thế kỷ 17, 18, 19. Ngoài ra, Petit Palais cùng thường xuyên tổ chức các triển lãm, các hoạt động giáo dục và văn hóa.
Một vài cuộc triển lãm lớn
- Năm 1955: Các nghệ sĩ nước ngoài tại Pháp với những tác phẩm của Alkis Pierrakos, Geneviève, Nina Tryggvadottir, Zaven Hadichian, Paul Jenkins...
- Năm 1957: Kho báu của pharaon Tutankhamun tổ chức bởi nhà Ai Cập học Christiane Desroches-Noblecourt trong vòng hơn 6 tháng thu hút khoảng 1,2 triệu khách.

Một số tác phẩm của Petit Palais

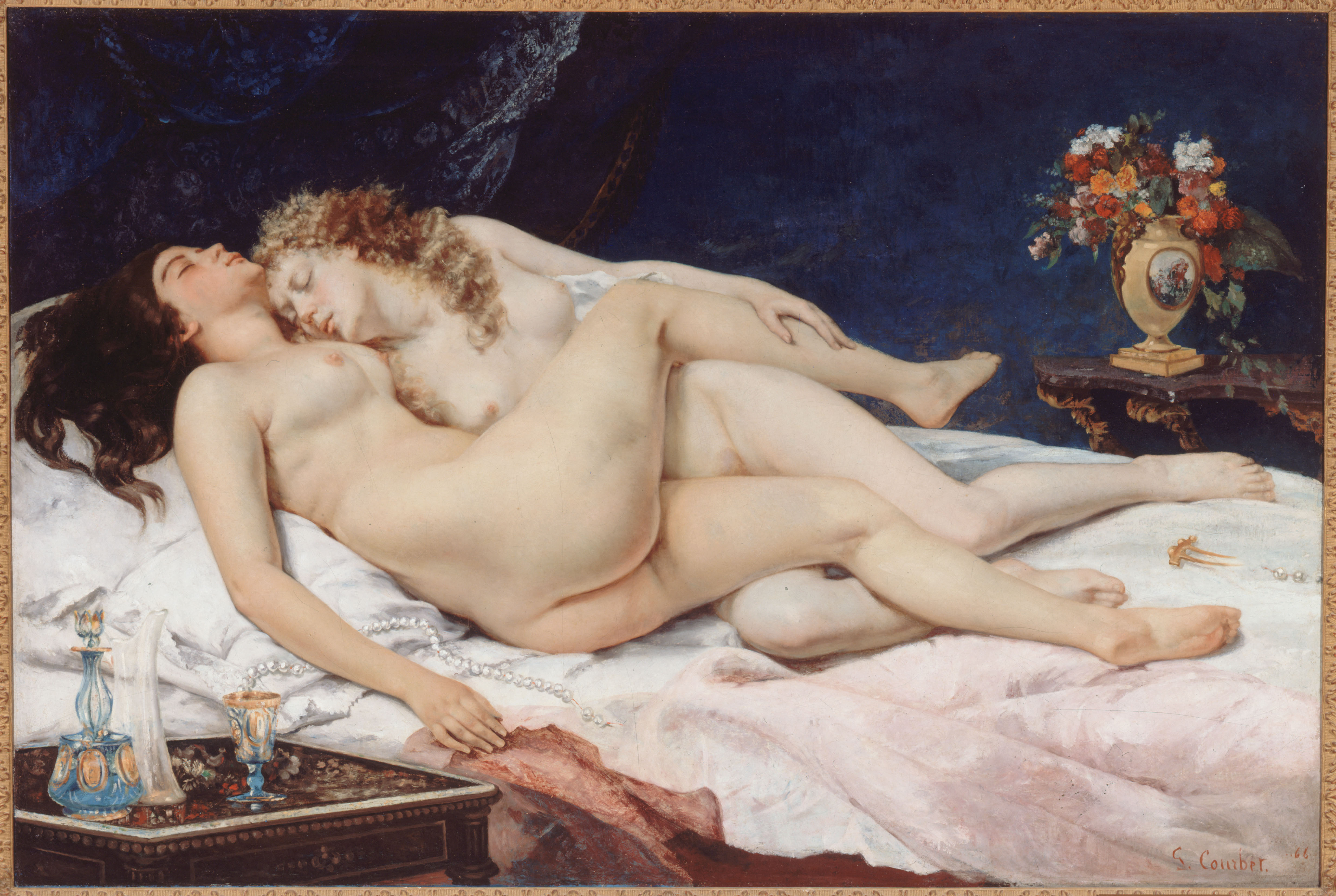
Giấc ngủ của Gustave Courbet
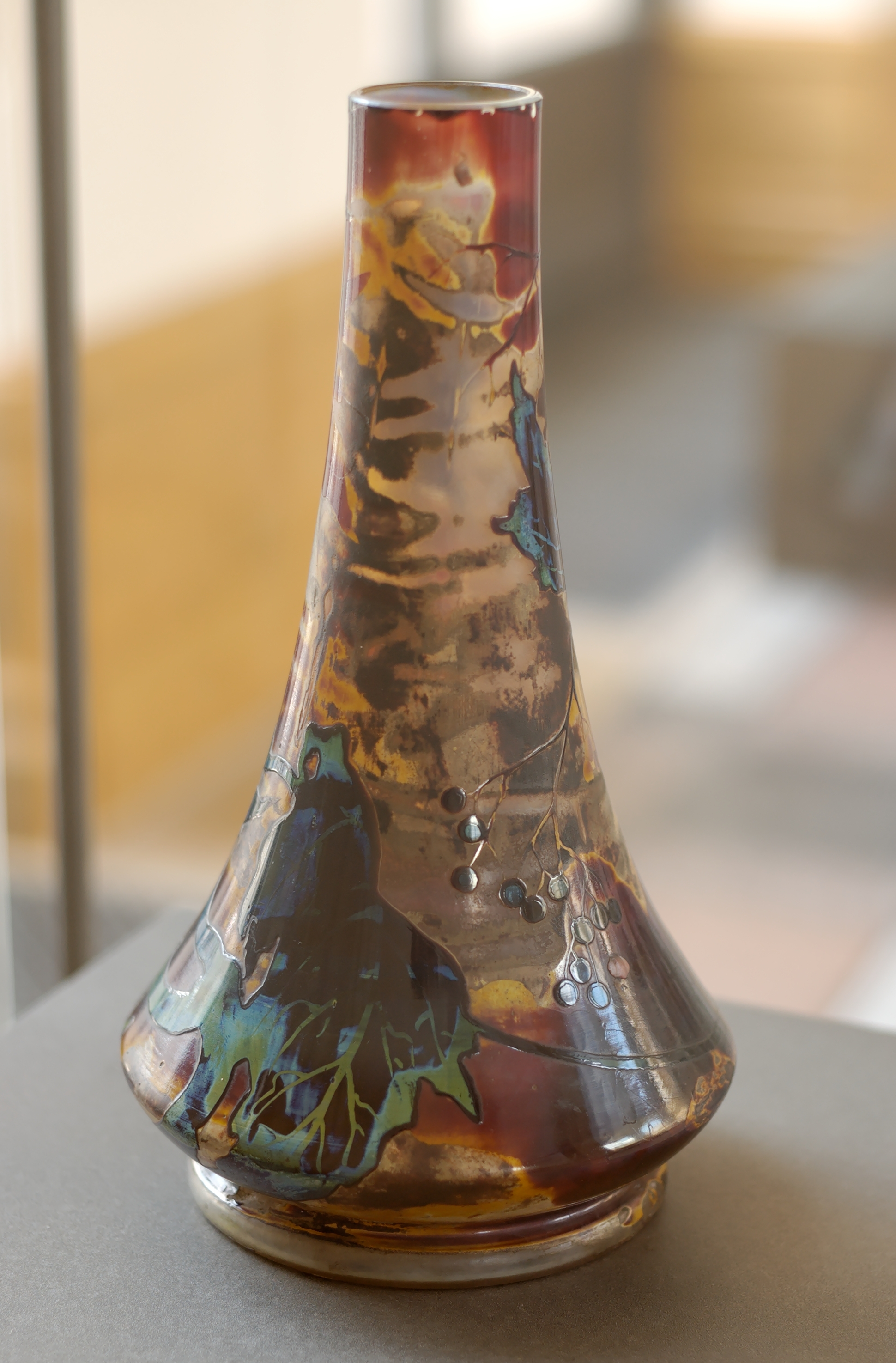
Bình Les Baies của anh em Henri và Désiré Muller
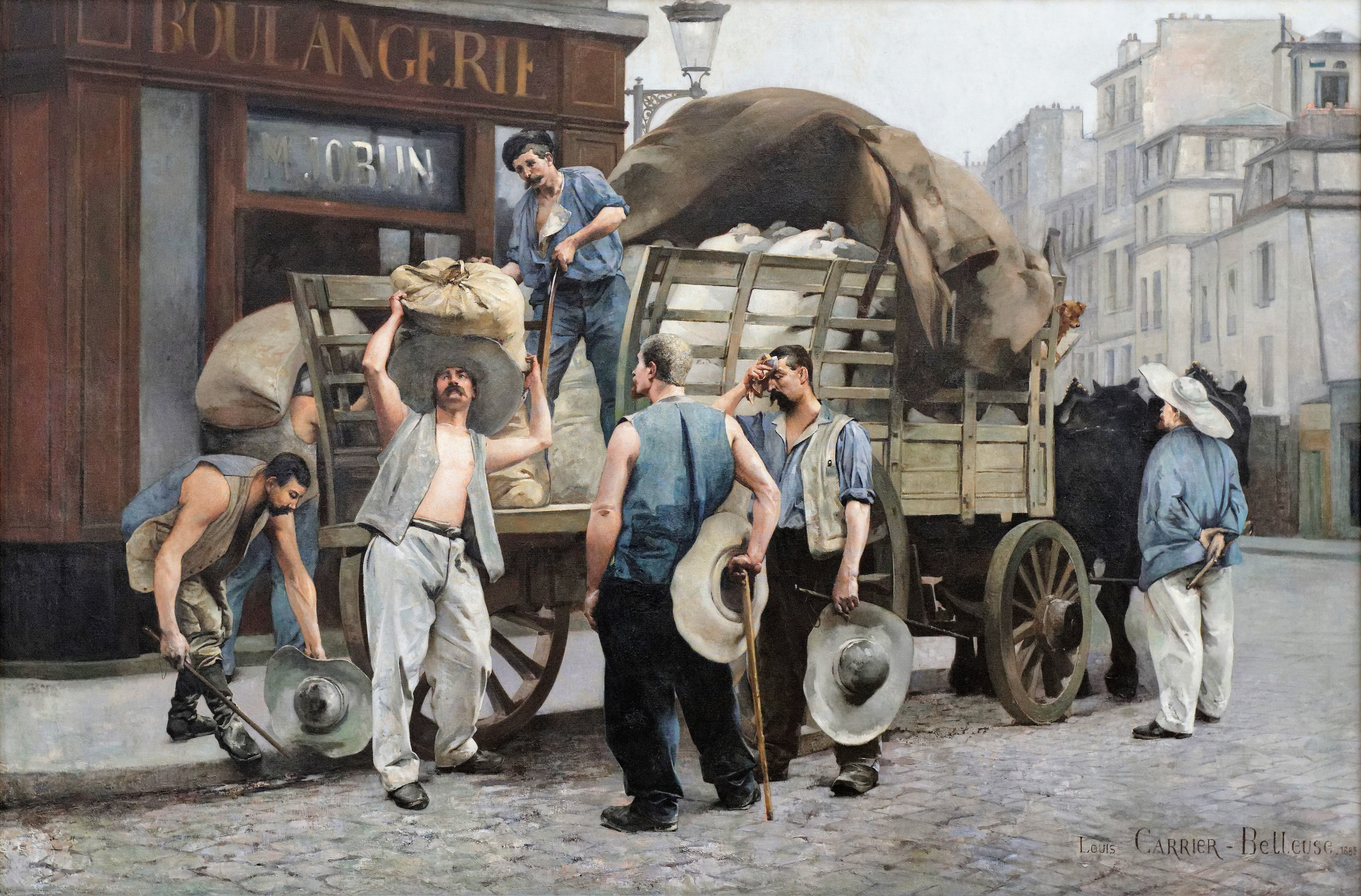
Những người vác bột của Louis Carrier-Belleuse
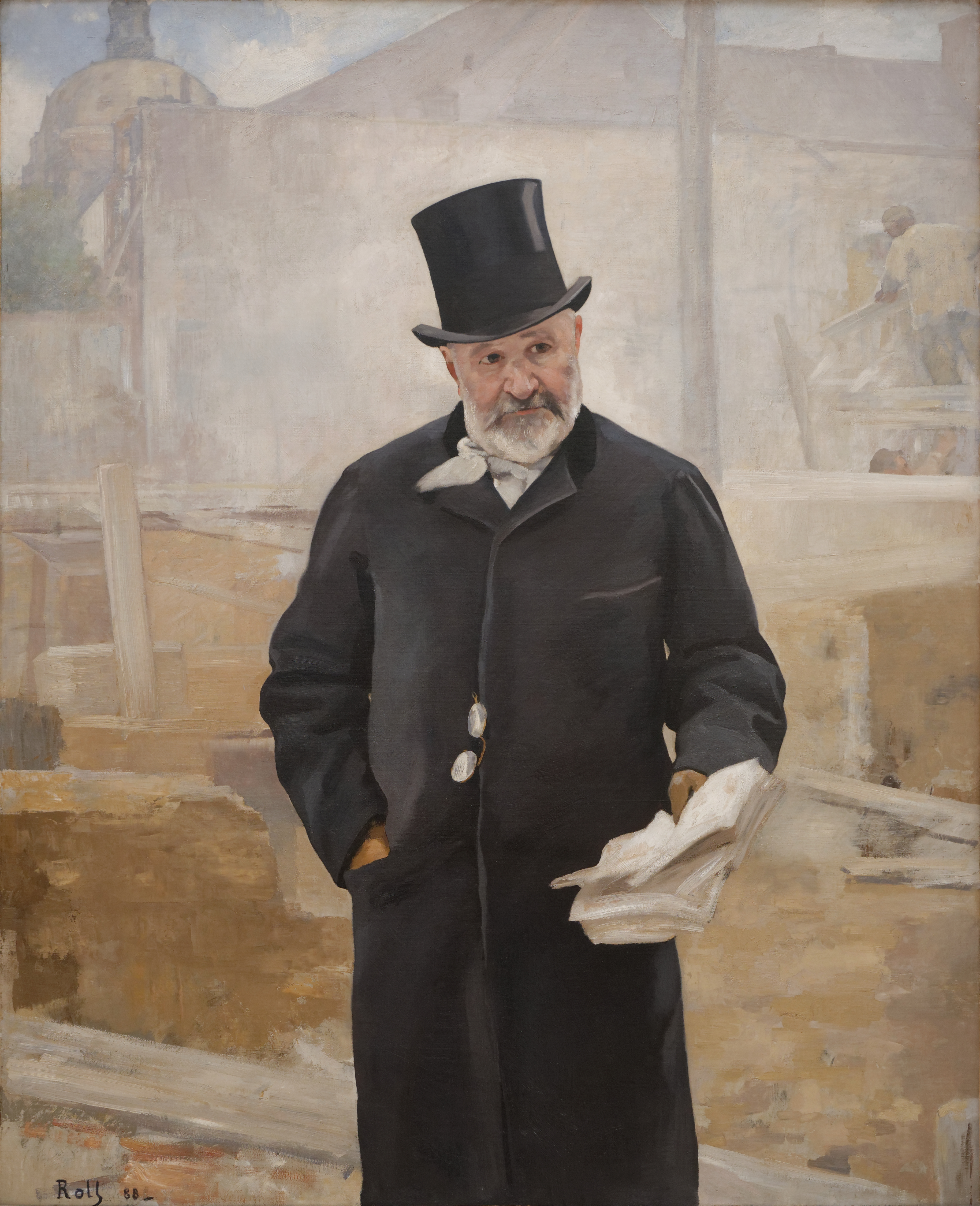
Chân dung Adolphe Alphand của Alfred-Philippe Roll
Chân dung Théodore Duret của Édouard Manet
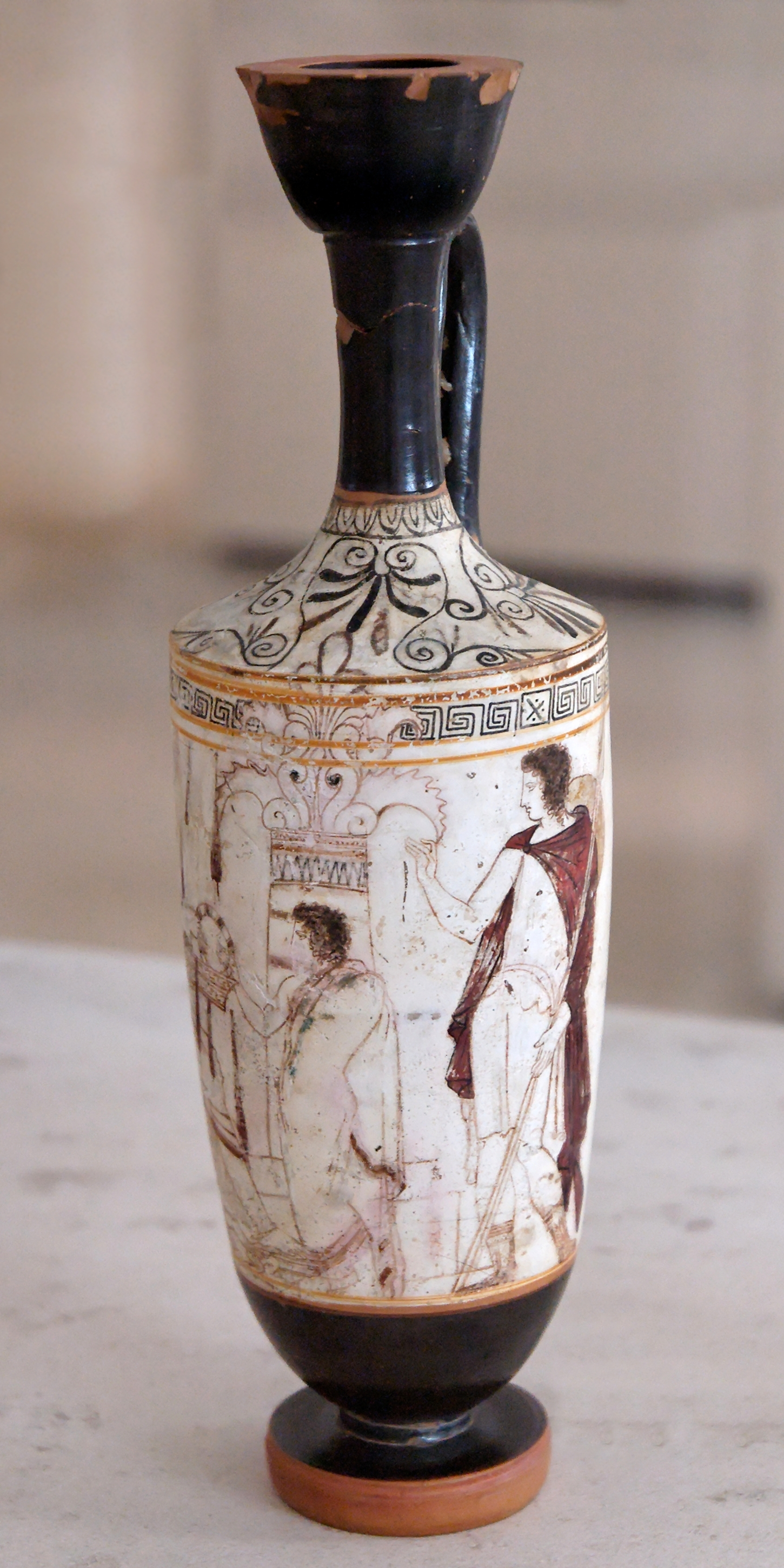
Bình cổ Hy Lạp
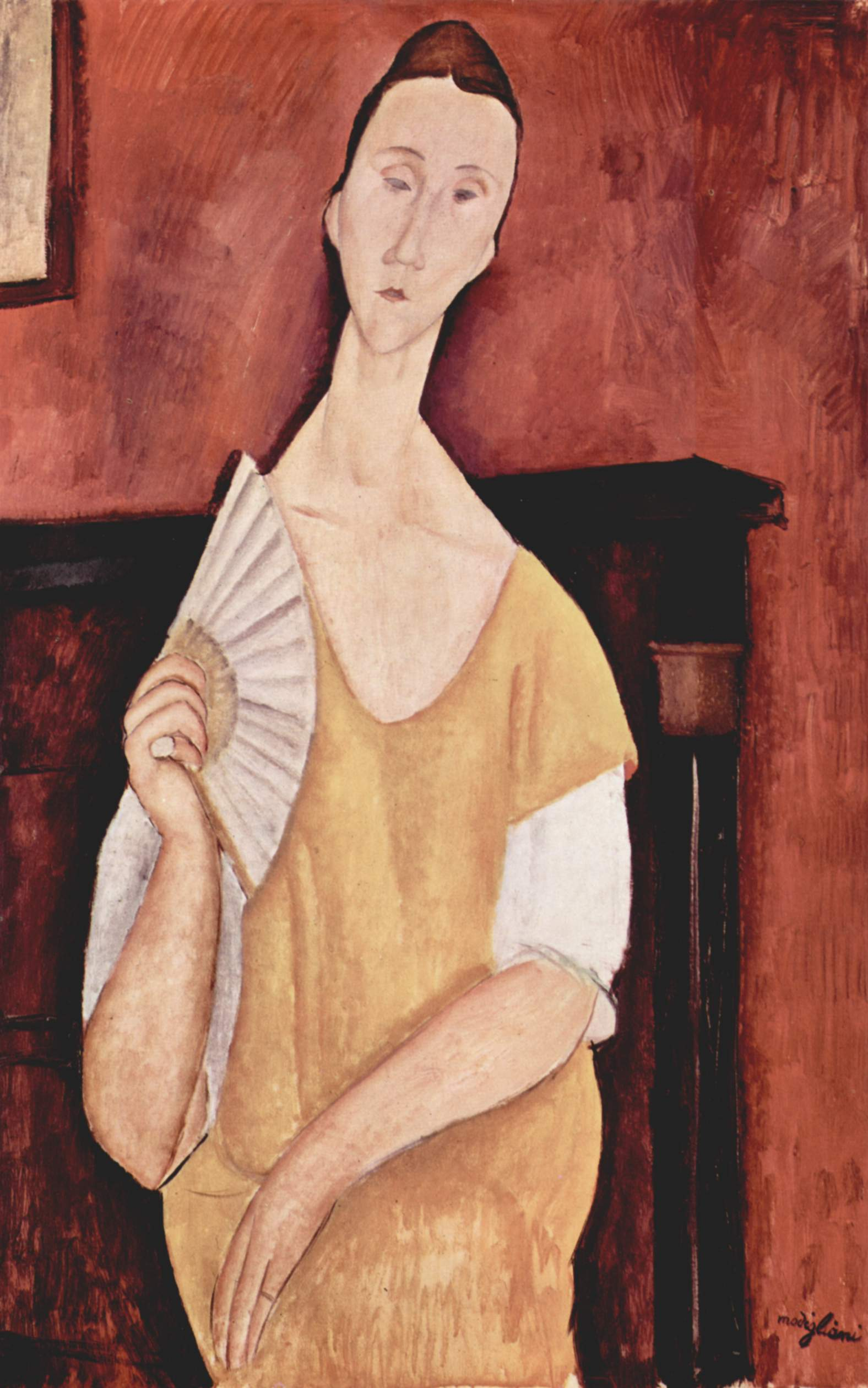
Chân dung Lunia Czechowska mit Fächer của Amedeo Modigliani